# Nili
Nili (hebrejsko ניל"י, kratica za citat iz 1 Sam 15,29: Netzakh Yisrael Lo Yishaker, dob. »Izraelova večnost ne bo lagala«) je bila mreža judovskih vohunov, ki je med prvo svetovno vojno pomagala Veliki Britaniji v boju proti Osmanskemu cesarstvu v Palestini. Ustanovila jo je Sarah Aaronsohn s svojima bratoma Aaronom in Alexom ter prijateljem Avshalomom Feinbergom. Na sled so jim prišli septembra 1917. Da bi zaščitila tovariše, se je Sarah ustrelila.
Skupina se je spopadala z veliko preprekami, deloma od Britancev samih, pretežno pa od članov Yishuv, ki so vohune šteli za prekucnike, njihovo delovanje pa naj bi po njihovem mnenju ogrozilo judovsko skupnost. Zaradi svoje neodvisnost od glavne smeri sionistične politike je skupina Nili veljala za sporno, a je kljub temu še naprej delovala. Nekaj glavnih članov: Aaron Aaronsohn, Sarah Aaronsohn, Alex Aaronsohn, Avshalom Feinberg, Joseph Lishansky, Naaman Belkind idr.
Mreža je bila ustanovljena v mestecu Zikhron Ya'aqov, ki je zaslovelo ravno zaradi Nili. 
Danes dom Aaronsohnovih – muzej o mreži Nili – pričuje o tistem času. Pred nekaj leti so v starem mestnem jedru Zikhron Ya'aqova namreč odprli muzej, posvečen Nili. Razstavljenih je na stotine fotografij, izvirnih pisem, razlag, dioram, ki osvetljujejo zgodbo judovske vohunske mreže med prvo svetovno vojno.